# Русская армия 1813 года
Боевое расписание Русской императорской армии, принимавшей участие в заграничном походе 1813 года (Война шестой коалиции) против наполеоновской Франции.

## Руководство
- Армия на Эльбе: генерал от кавалерии граф Витгенштейн
- Начальник штаба: генерал-майор д’Овери
- Генерал-квартирмейстер: генерал-майор барон Дибич II
- Начальник артиллерии: генерал-лейтенант Ермолов

## Главная армия
Командующий: генерал от кавалерии Витгенштейн
| 1-й корпус: генерал-лейтенант фон Берг - Кавалерия: - Митавский драгунский полк - Сводный драгунский полк - Пехота - 5-я дивизия: генерал-майор Луков - Бригада: генерал-майор Мезенцев - Пермский пехотный полк - Севский пехотный полк - Бригада: генерал-майор князь Сибирский - Могилёвский пехотный полк - Калужский пехотный полк - Егерский великой княгини Екатерины Павловны батальон - 14-я дивизия: генерал-майор Касачевский - Бригада: генерал-майор Гельфрейх - Тенгинский пехотный полк - Эстляндский пехотный полк - Бригада: полковник Брищинский - Резервные батальоны: - Гренадерский полк графа Аракчеева - Павловский гренадерский полк - Екатеринославский гренадерский полк - Таврический гренадерский полк - Санкт-Петербургский гренадерский полк - Резерв: полковник Гласков - Сводный гренадерский полк 5-й дивизии (2) - Сводный гренадерский полк 14-й дивизии (2) - Олонецкий ополченский батальон - Вологодский ополченский батальон - Павловский № 4 казачий полк - Кошкинский казачий полк - Иловайский № 10 казачий полк - Горинский № 1 казачий полк - 5-й Башкирский полк - Генерал-майор артиллерии Ловенштерн - Тяжёлая батарея № 1 - Тяжёлая батарея № 5 - Тяжёлая батарея № 14 - Тяжёлая батарея № 33 - Лёгкая батарея № 27 - Конная батарея № 1 (2 орудия) - Конная батарея № 2 (6 орудий) - Конная батарея № 3 (11 орудий) Корпус: генерал-лейтенант барон Винцингероде - Казаки: - Греков № 3 казачий полк - Греков № 9 казачий полк - Греков № 21 казачий полк - Шуршериновский казачий полк - Кавалерия: генерал-майор Ланской - Бригада: полковник князь Вадбольский - Александрийский гусарский полк - Сумской гусарский полк - Белорусский гусарский полк - Бригада: генерал-майор Кнорринг - Татарский уланский полк - Литовский уланский полк (2) - Лифляндский конноегерский полк - Бригада: генерал-майор граф Витте - 1-й Украинский казачий полк - 3-й Украинский казачий полк - Артиллерия: генерал-майор Никитин - Конная батарея № 7 - Конная батарея № 8 | 2-й пехотный корпус: генерал-лейтенант принц Евгений фон Вюрттембург - 3-я пехотная дивизия: генерал-майор Шачафской - Бригада: полковник Шильвинский - Муромский пехотный полк - Ревельский пехотный полк - Черниговский пехотный полк - Бригада: полковник Капустин - 20-й егерский полк - 21-й егерский полк - Егерский полк, сформирован из военнопленных из Бреслау - 4-я пехотная дивизия: генерал-майор Пишницкий - Бригада: полковник Треффурт - Тобольский пехотный полк - Волынский пехотный полк - Ряжский пехотный полк (1) - Бригада: полковник Иванов - Кременчугский пехотный полк - 4-й егерский полк - Артиллерия: - Батарея тяжёлой артиллерии № 3 - Батарея лёгкой артиллерии № 6 - Батарея лёгкой артиллерии № 7 - Лёгкая артиллерийская батарея № 33 Корпус: генерал-лейтенант граф Горчаков II - 7-я пехотная дивизия: генерал-майор Таллисин - Псковский пехотный полк - Софийский пехотный полк - 19-й егерский полк - Томский пехотный полк - 34-й егерский полк (1) (из 4-й пд) - 1/2 батальона Уфимского пехотного полка (из 24-й пехотной дивизии) - Пионеры (2 роты) - Казаки (97) |

## Резервная армия
Командующий: генерал от кавалерии А. П. Тормасов
| 3-й (гренадерский) корпус: генерал-лейтенант и адъютант Коновницын - 1-я дивизия: генерал-майор Сулима - Бригада: полковник Княжнин II - Гренадерский полк графа Аракчеева - Екатеринославский гренадерский полк - Бригада: полковник Ахт - Таврический гренадерский полк - Санкт-Петербургский гренадерский полк - Бригада: генерал-майор Чогликов (Дрезденский гарнизон) - Перновский пехотный полк - Кексгольмский пехотный полк - 2-я дивизия: генерал-майор Цвеленев - Бригада: полковник Писсарев - Киевский гренадерский полк - Московский гренадерский полк - Бригада: полковник Головин - Астраханский гренадерский полк - Фанагорийский гренадерский полк - Бригада: полковник Гессен - Малороссийский гренадерский полк - Сибирский гренадерский полк - Артиллерия: - Тяжёлая батарея № 30 - Тяжёлая батарея № 31 5-й (гвардейский) корпус: генерал-лейтенант Лавров - 1-я гвардейская дивизия: генерал-майор Розен - Бригада: генерал-майор Потёмкин - Преображенский лейб-гвардии полк - Семёновский лейб-гвардии полк - Бригада: генерал-майор Храповицкий - Измайловский лейб-гвардии полк - Егерский лейб-гвардии полк - Гвардейский батальон морской пехоты - 2-я гвардейская дивизия: генерал-майор Удом II (Дрезденский гарнизон) - Бригада: полковник Крищановский - Литовский лейб-гвардии полк - Финляндский лейб-гвардии полк - Бригада: генерал-майор Щелутчин II - Гренадерский лейб-гвардии полк - Павловский гренадерский полк - Артиллерия: генерал-майор Кастанецкий - Гвардейская тяжёлая батарея № 1 - Гвардейская тяжёлая батарея № 2 - Гвардейская лёгкая батарея № 1 - Гвардейская лёгкая батарея № 2 Гвардейский кавалерийский корпус: Великий князь Константин - 1-я кирасирская дивизия: генерал-майор Депрерадович - Бригада: генерал-майор Аренев - Кавалергардский полк - Конный лейб-гвардии полк - Бригада: генерал-майор барон Розен - Кирасирский Его Величества лейб-гвардии полк - Кирасирский Её Величества лейб-гвардии полк - Бригада: генерал-майор Кретов - Астраханский кирасирский полк - Екатеринославский кирасирский полк - 2-я кирасирская дивизия: генерал-лейтенант князь Галлизин V - Бригада: генерал-майор Леонтьев - Глуховский кирасирский полк - Псковский кирасирский полк - Бригада: генерал-майор граф Гудович - Военного Ордена кирасирский полк - Стародубский кирасирский полк - Бригада: - Малороссийский кирасирский полк - Новгородский кирасирский полк - Гвардейская лёгкая кавалерийская дивизия: генерал-майор Шавиц - Бригада: генерал-майор Цхайликов - Гвардейский гусарский полк - Гвардейский уланский полк - Бригада: генерал-майор Чищерин II - Гвардейский драгунский полк - Казачий лейб-гвардии полк - Черноморская казачья сотня - Артиллерия: полковник Косен - Гвардейская конная батарея № 1 - Гвардейская конная батарея № 2 - Казаки: генерал-майор Иловайский XII - Карпов № 2 Донской казачий полк - Греков № 2 Донской казачий полк - Ягодин № 2 Донской казачий полк - Зикелефский Донской казачий полк - Атаманский Донской казачий полк - Ребриковский Донской казачий полк - Семенченко Донской казачий полк - Соломоновский Донской казачий полк - Кутайников № 4 Донской казачий полк - Донская конная батарея № 1 - Резервная артиллерия: - Тяжёлая батарея № 1 - Тяжёлая батарея № 14 - Тяжёлая батарея № 33 - Резервная артиллерия, приданная Блюхеру: - Лёгкая батарея № 32 - Лёгкая батарея № 36 - Тяжёлая батарея № 5 - Тяжёлая батарея № 7 - Тяжёлая батарея № 28 - Тяжёлая батарея № 31 - Тяжёлая батарея № 32 - Тяжёлая батарея № 36 Отряды - Генерал-майор Теттенборн в Гамбурге - Изюмский гусарский полк (4) - Казанский драгунский полк - Конная батарея № 1 (2 орудия) - Гребцовский казачий полк - Комиссаровский казачий полк - Сулимский № 9 казачий полк - Денисовский казачий полк - Генерал-майор и генерал-адъютант Чернищев на Заале - Изюмский гусарский полк (4) - Финляндский драгунский полк (2) - Рижский драгунский полк (2) - Сисавский казачий полк - Греков № 18 казачий полк - Власовский № 3 казачий полк - Иловайский № 11 казачий полк - 2 пехотные роты - Конная батарея № 1 (4 орудия) - Генерал-майор Доренберг в Бойценбурге и Лауенбурге - Сводный гусарский полк - 1-й Башкирский полк - 2-й казачий полк Андреева - Мельников 4-й казачий полк - 1/2-й егерский полк - Конная батарея № 5 - Генерал-майор Харппе - Польский уланский полк - Нежинский конноегерский полк - Навагинский пехотный полк (562) - Тульский пехотный полк (401) - Тяжёлая батарея № 21 - Тяжёлая батарея № 28 - Бешенцовский казачий полк - Греков № 9 казачий полк - Генерал-майор фон Рот под Лейпцигом - Бригада: генерал-майор Рудингер - Конная батарея № 23 - Гродненский гусарский полк - Иловайский № 4 казачий полк - Рабиновский № 2 казачий полк - Селивановский № 2 казачий полк - Бригада: генерал-майор Власов - 23-й егерский полк - 24-й егерский полк - 25-й егерский полк - 26-й егерский полк - Генерал-лейтенант граф Воронцов в походе на Франкфурт - Генерал-майор кавалерии граф Орурк - Павлоградский гусарский полк - Волынский уланский полк - Мельниковский № 5 казачий полк - Дьячкинский казачий полк - Бихалов № 1 казачий полк - Кутайниковский № 6 казачий полк - Иловайский № 3 казачий полк - Иловайский № 5 казачий полк - Конная батарея № 11 - Конная батарея № 13 - Пехота: полковник Красовский - 13-й егерский полк - 14-й егерский полк - Севский пехотный полк (1) - Сводный гренадерский полк 9-й дивизии (2) - Сводный гренадерский полк 15-й дивизии (2) - Сводный гренадерский полк 18-й дивизии (2) - Лёгкая батарея № 26 - Генерал от инфантерии Миллерадович в Альтенбурге - Штрифкорпус (Striefkorps) полковника Орлова (750 человек) - Штрифкорпус капитана Гейсмара - Отряд генерал-майора Эмануэля - Киевский драгунский полк - Московский драгунский полк - Конная батарея № 3 (4 орудия) - 37-й егерский полк - Барбанщиковский № 2 казачий полк - Яхонтовский ополченческий казачий полк - Отряд генерал-майора Лисаневича в Гере - Чугуевский уланский полк - 3-й Украинский казачий полк - Конная батарея № 4 (2 орудия) - Отряд генерал-майора Юзефувича в Цейце - Харьковский драгунский полк - Каргопольский драгунский полк - Пантелевский № 2 казачий полк - Конная батарея № 2 (2 орудия) - 11-й егерский полк | Передовое охранение: генерал-лейтенант Сен-Прист - Бригада: генерал-майор Пачулидцев I - Черниговский конноегерский полк - Новороссийский драгунский полк - 1-й Тептярский казачий полк - 1-й Башкирский полк - Конная батарея № 6 - Бригада: генерал-майор Карпенков - 1-й егерский полк - 33-й егерский полк - 43-й егерский полк - Лёгкая батарея № 14 4-й пехотный корпус: генерал-лейтенант Марков - Бригада: генерал-майор Тургенев (из ll-й дивизии) - Полоцкий пехотный полк - Елецкий пехотный полк - Бригада: генерал-майор Щапской - Олонецкий пехотный полк (из 11-й дивизии) - Рыльский пехотный полк (из состава 11-й дивизии) - Копорский пехотный полк (из состава 4-й дивизии) Корпус: генерал-лейтенант граф Волчонский - 8-я дивизия: генерал-майор Энгельгард I - Бригада: полковник Шиндшин - Архангелогородский пехотный полк - Шлиссельбургский пехотный полк - Староингерманландский пехотный полк - 17-я дивизия: полковник Керн - Бригада: полковник Керн - Рязанский пехотный полк - Белозерский пехотный полк - Брестский пехотный полк - Генерал-майор артиллерии Мерлин - Батарея тяжёлой артиллерии № 2 - Батарея тяжёлой артиллерии № 30 - Лёгкая артиллерийская батарея № 3 - Лёгкая артиллерийская батарея № 19 - Лёгкая артиллерийская батарея № 42 - Лёгкая артиллерийская батарея № 44 - Кавалерийский резерв: генерал-лейтенант и адъютант барон Корф - Бригада: генерал-майор Милесинов - Ахтырский гусарский полк - Лубенский гусарский полк - Конно-артиллерийская батарея № 10 6-й пехотный корпус: генерал-лейтенант Льюис - 6-я дивизия: генерал-майор Рахманов - Азовский пехотный полк (358) - Низовский пехотный полк (214) - Брянский пехотный полк (408) - 3-й егерский полк (248) - 18-й егерский полк - 25-я дивизия: - 1-й полк морской пехоты (229) - 2-й полк морской пехоты (504) - Воронежский пехотный полк (236) - 31-й егерский полк (131) - 47-й егерский полк - 21-я дивизия: генерал-майор Лаптиев - Невский пехотный полк (214) - Петровский пехотный полк (195) - Литовский пехотный полк (276) - Подольский пехотный полк (282) - 44-й егерский полк (658) - Кавалерия: - Ямбургский драгунский полк (339) - Сводный драгунский полк (323) - Казачий полк имени Грекова № 1 (226) - Греков № 5 казачий полк (389) - Греков № 7 казачий полк (279) - Харитонов № 7 казачий полк (297) - Чарнозубов № 8 казачий полк (245) - Ягодин № 2 казачий полк (37) - Сутищилинский казачий полк (264) - 2-й Тептярский казачий полк - Перекопский татарский полк (231) - Симферопольский татарский полк (203) - Шмидтский добровольческий казачий полк (108) - Ниродский добровольческий казачий полк (36) - Артиллерия: - Батарея тяжёлой артиллерии № 6 (257) - Лёгкая артиллерийская батарея № 10 (200) - Лёгкая артиллерийская батарея № 11 (55) - Лёгкая артиллерийская батарея № 40 (181) - Конно-артиллерийская батарея № 19 (186) Блокадные силы в Глогау - Бригада: полковник Августов - Либавский пехотный полк - Московский пехотный полк - Санкт-Петербургский ополченческий полк (474 чел.) - Донской казачий полк (420 чел.) - 4 орудия лёгкой артиллерии |